# Eupithecia extensaria
Eupithecia extensaria är en fjärilsart som beskrevs av Freyer 1844. Eupithecia extensaria ingår i släktet Eupithecia och familjen mätare. Inga underarter finns listade i Catalogue of Life.

## Bildgalleri

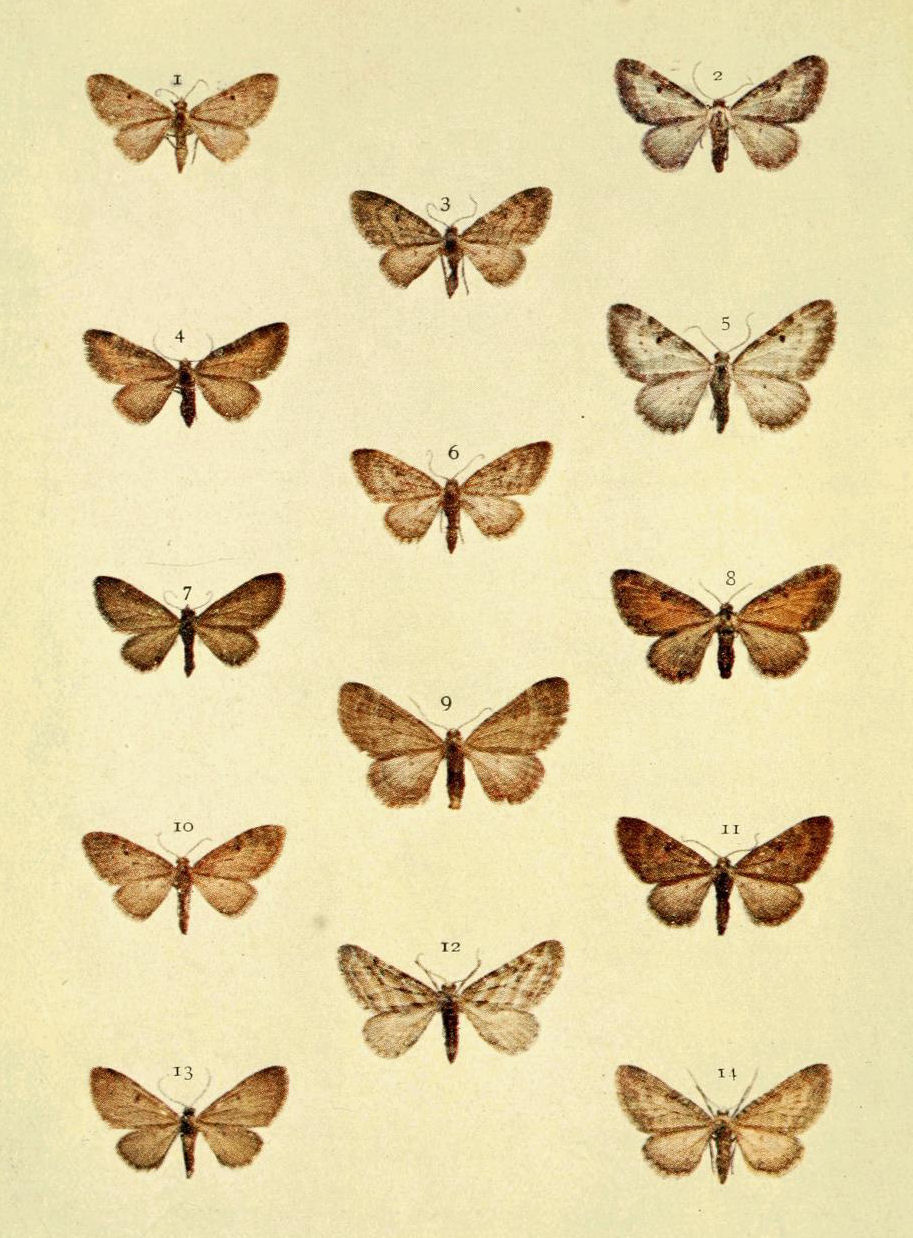